# Skaštice
Skaštice (in tedesco Skaschtitz) è un comune della Repubblica Ceca facente parte del distretto di Kroměříž, nella regione di Zlín.